# مانوشكا كيلي لابوبا
مانوشكا كيلي لابوبا (بالفرنسية: Manouchka Kelly Labouba)‏، هي مُنتجة أفلام وكاتبة سيناريو غابونية مُتخصصة في إنتاج الأفلام القصيرة. أنتجت العديد من الأفلام القصيرة التي نالت استحسانا كبيرا على غرار أفلام «مارتي والسيدة» وفيلم «الصراف الآلي» وفيلم «الطلاق». إضافة إلى مهنة الإخراج، مانوشكا لابوبا هي أيضا أكاديمية ومُصورة ومُحررة سينمائية.

## مسارها الأكاديمي
في عام 2005، درست لابوبا تخصص دراسات السينما والإعلام في جامعة كاليفورنيا في سانتا باربرا. وفي عام 2007، حصلت على ماجستير في الآداب من جامعة بوردو مونتين. حصلت لاحقا على ماجستير في الدراسات النقدية ثم حصلت على دكتوراه بعد ذلك في دراسات السينما والإعلام من جامعة جنوب كاليفورنيا.

## مسارها السنيمائي
في عام 2004، أنتجت فيلما قصيرا يحمل عُنوان «لدغات الحب». فاز هذا الفيلم في مهرجان شارتر الوطني لسينما الطلاب في دورة 2004. في عام 2008، قدمت إنتاجها السينمائي الأول تحت عُنوان «الطلاق»، والذي لاقى استحسان النقاد في العديد من المهرجانات السينمائية الدولية. أُدرج هذا الفيلم القصير الذي تبلُغ مُدته 40 دقيقة في القائمة الرسمية في دورة 2008 من مهرجان قرطاج السينمائي، وأيضا في القائمة الرسمية في دورة 2009 من مهرجان الأفلام والتلفزيون الأفريقي في واغادوغو، إضافة إلى مهرجان الشاشات السوداء سنة 2009 في ياوندي، واختير أيضا في القائمة الرسمية في مهرجان المرأة الإفريقية السينيمائي في واغادوغو سنة 2010. اختير الفيلم أيضًا خارج المنافسات الرسمية في مهرجان أبيدجان الدولي للأفلام القصيرة عام 2010، وفي مهرجان الموسيقى العالمية والأفلام المستقلة عام 2012. كما فازت بجائزة أفضل عرض إخراجي لأول مرة في مهرجان الشاشات السوداء عام 2009.
في 2010، أخرجت أربعة أفلام قصيرة هي: «طفل محمول» و«كم سعره؟» و«طفل أمك» و«الكذاب واللص» وأُدرجوا جميعا لاحقًا في قائمة الاختيار الرسمي في مهرجان الشاشات السوداء لسنة 2010. عملت أيضًا كمُساعد مخرج أول في ثلاثة أفلام قصيرة هي: «الإستثنائية» و«الأخلاق الحسنة» و«حرب القمامة». في عام 2011، أخرجت فيلما قصيرا حمل عُنوان «الصراف الآلي»، وقد أُدرج في قائمة الاختيار الرسمية في مهرجان الشاشات السوداء لنفس السنة.
إضافة للإخراج السينيمائي، عملت مانوشكا كيلي لابوبا أيضا ككاتبة للعديد من الأفلام القصيرة بما في ذلك: فيلم (بالإنجليزية: From D.W.G. to D.W.Jr: The Black ManÕs Burden)‏ (2006) وفيلم «ميشال نداوت: بين الظلال والأضواء» (2008).

## أعمالها
| السنة | الفيلم                                                                               | الدور                                        | النوع     | مراجع |
| ----- | ------------------------------------------------------------------------------------ | -------------------------------------------- | --------- | ----- |
| 2006  | From D.W.G. to D.W.Jr: The Black ManÕs Burden                                        | كاتبة سيناريو                                | فيلم قصير |       |
| 2008  | ميشال نداوت: بين الظلال والأضواء (بالفرنسية: Michel Ndaot: Entre Ombres et Lumiéres)‏ | كاتبة سيناريو                                | فيلم قصير |       |
| 2008  | الطلاق (بالفرنسية: Le divorce)‏                                                       | مُخرجة، كاتبة سيناريو                         | فيلم قصير | [ 5 ] |
| 2010  | الكذاب واللص (بالفرنسية: Le Menteur & Le Voleur)‏                                     | مُخرجة، كاتبة سيناريو، مُنتجة                  | فيلم قصير |       |
| 2012  | في الأخوة (بالفرنسية: Dans la fraternité)‏                                            | مساعد الكاميرا، مشغل الكاميرا، dolly grip    | فيلم قصير |       |
| 2011  | والدي الأفريقي (بالفرنسية: Mon père africain)‏                                        | مُخرجة، كاتبة سيناريو، مُنتجة                  | فيلم قصير |       |
| 2011  | الصراف الآلي (بالفرنسية: Le guichet automatique)‏                                     | مُخرجة، كاتبة سيناريو، مصورة سينمائية، مونتاج | فيلم قصير |       |
| 2013  | مارتي والسيدة (بالفرنسية: Marty et la tendre dame)‏                                   | مُخرجة، كاتبة سيناريو                         | فيلم قصير |       |
| 2013  | تبادل (بالفرنسية: Un échange)‏                                                        | dolly grip                                   | فيلم قصير |       |

## روابط خارجية
مانوشكا كيلي لابوبا على موقع IMDb (الإنجليزية)
- مانوشكا كيلي لابوبا على موقع قاعدة بيانات الفيلم (الإنجليزية)